# Dennis O'Neil
Dennis O'Neil   (Saint Louis, 3 de maig de 1939 - Nyack, 11 de juny de 2020) nom de ploma de Dennis Joseph O'Neil va ser un escriptor i editor de còmics nord-americà, principalment per a Marvel Comics i DC Comics des dels anys 60 fins als 90, i redactor de grup de la família de títols de Batman fins a la seva jubilació.
Les seves obres més conegudes inclouen Green Lantern/Green Arrow i Batman amb Neal Adams. Va ser durant aquesta carrera que O'Neil va co-crear els supervilàns de les sèries de Batman Ra's al Ghul i Talia al Ghul. Un altre dels seus treballs destacats inclouen The Shadow amb Michael Kaluta i The Question amb Denys Cowan. Com a editor, és conegut principalment per editar els diferents títols de Batman. També va formar part de la junta directiva de l'organització benèfica The Hero Initiative i va formar part del seu Comitè de Desemborsament.

## Biografia
O'Neil va néixer en una casa catòlica a St. Louis, Missouri, el 3 de maig de 1939. Els diumenges a la tarda acompanyava el seu pare o el seu avi a la botiga per comprar una mica de queviures i algun còmic ocasional. O'Neil es va graduar a la Universitat de Saint Louis cap al tombant de la dècada de 1960 amb un títol centrat en literatura anglesa, escriptura creativa i filosofia. Des d'allà es va incorporar a la Marina dels Estats Units just a temps per participar en el bloqueig de Cuba durant la crisi dels míssils Cuba.
Després de deixar la Marina, O'Neil es va traslladar a un treball a un diari a Cape Girardeau, Missouri. O'Neil va escriure columnes quinzenals per a la pàgina juvenil, i durant els lents mesos d'estiu va omplir l'espai amb una sèrie sobre el ressorgiment de la indústria del còmic. Això va cridar l'atenció de Roy Thomas, que finalment es convertiria en un dels grans noms de la història del mitjà.
Marvel Comics
Quan Roy Thomas va deixar DC Comics per treballar per a Stan Lee a Marvel Comics, va suggerir que O'Neil fes la prova de guionista de Marvel, que implicava afegir diàleg a un fragment sense paraules de quatre pàgines d'un còmic dels Quatre Fantàstics. L'entrada d'O'Neil va donar lloc a que Lee li oferís una feina. O'Neil mai s'havia plantejat de fer guions per a còmics, i més tard va dir que havia fet la prova "com una mena de broma. Vaig tenir un parell d'hores un dimarts a la tarda, així que en comptes de fer mots encreuats, vaig fer la prova per fer de guionista. "
Quan l'expansió de Marvel va fer impossible que Lee continués escrivint tota la línia de còmics de la companyia, Lee va transmetre tants com va poder a Roy Thomas, però encara necessitava guionistes, de manera que O'Neil va agafar les regnes d'una sèrie a curt termini de Doctor Strange. Històries a Strange Tales, amb sis números. També va escriure diàlegs per a títols com Rawhide Kid i Millie the Model, així com el guió de les 13 pàgines finals de Daredevil numero18 sobre una trama de Lee, quan Lee se'n va anar de vacances.
O'Neil i l'artista Neal Adams van reviure el personatge del Professor X a X-Men numero 65 en una de les primeres col·laboracions de l'equip creatiu.
Charlton Comics
Les feines disponibles per fer guions per a Marvel es van esgotar amb força rapidesa, i O'Neil va agafar una feina a Charlton Comics sota el pseudònim de Sergius O'Shaugnessy. Allà va rebre treball habitual durant un any i mig de l'editor de Charlton Dick Giordano.
DC Comics
El 1968, a Dick Giordano se li va oferir una posició editorial a DC Comics i es va endur amb ell diversos autònoms de Charlton, inclòs O'Neil.
Les primeres assignacions d'O'Neil van implicar dues estratègies per reforçar les vendes de DC. Un enfocament es va centrar en la creació de nous personatges, i O'Neil va escriure diversos números de Beware the Creeper, una sèrie protagonitzada per un nou heroi, el Creeper, creada per l'artista Steve Ditko. A partir d'aquí, DC va traslladar O'Neil a Wonder Woman i Justice League of America. Amb l'artista Mike Sekowsky, va treure els poders de la Dona Meravella, la va exiliar de la comunitat amazònica i la va iniciar, sense disfresses, en intrigues internacionals amb el seu mentor cec, I Ching. Aquests canvis no van quedar bé amb els fanàtics més grans de Wonder Woman, especialment les feministes, i O'Neil va reconèixer més tard que la superheroïna més coneguda de DC va desaprofitar els lectors sense voler. A la Lliga de la Justícia, va tenir més èxit, introduint en aquest títol les primeres històries de temàtica social i política, preparant l'escenari per al treball posterior a Green Lantern/Green Arrow. Ell i l'artista Dick Dillin van fer diversos canvis a la pertinença de la JLA eliminant els membres fundadors, Martian Manhunter i Wonder Woman.
Seguint el protagonisme establert per Bob Haney i Neal Adams en una història Brave and the Bold que va redefinir visualment Green Arrow en la versió que va aparèixer als còmics entre 1969 i 1986, O'Neil el va despullar de la seva riquesa i estatus de playboy, convertint-lo en un heroi urbà. Aquesta redefinició culminaria amb el personatge que va aparèixer a Green Lantern/Green Arrow (amb moltes històries també dibuixades per Adams), una creació d'esquerres amb consciència social que es va fer càrrec del comic de Green Lantern per utilitzar-lo com a home de palla i paper sonant els conceptes polítics que definirien aquesta obra. Va ser durant aquest període quan va aparèixer la història més famosa de Green Arrow, a Green Lantern números 85–86, quan es va revelar que Speedy de Green Arrow era addicte a l'heroïna. Com a resultat del seu treball a Green Lantern i Green Arrow, O'Neil va explicar: "Vaig passar de l'obscuritat total a veure el meu nom aparegut al The New York Times i ser convidat a fer programes de tertúlia. No és en cap cas una benedicció total. Això em va fer malbé el cap durant un parell d'anys... Deteriorament del matrimoni, mals hàbits, deteriorament de les relacions amb els éssers humans, amb qualsevol cosa que no fos una màquina d'escriure, de fet. Van ser uns anys dolents".
La carrera d'O'Neil dels anys setanta amb els títols de Batman, sota la direcció de l'editor Julius Schwartz, és potser el seu esforç més conegut, tornar a les arrels més fosques del personatge després d'un període dominat per l'acampada de la sèrie de televisió dels anys seixanta. L'historiador de còmics Les Daniels va observar que "la interpretació d'O'Neil de Batman com un obsessiu-compulsiu venjatiu, que descriu modestament com un retorn a les arrels, va ser en realitat un acte d'imaginació creativa que ha influït en totes les versions posteriors del Cavaller Fosc". La creació d'O'Neil i Adams, Ra's al Ghul, es va presentar a la història "Daughter of the Demon" a Batman numero 232 (juny de 1971). O'Neil i l'artista Bob Brown també van crear Talia al Ghul. Durant aquest període, O'Neil es va associar sovint amb el seu col·laborador habitual Adams (amb Giordano sovint ajudant-se amb les tintes) en una sèrie de temes memorables tant de Batman com de Detective Comics. L'equip creatiu revifaria Two-Face a "Half an Evil" a Batman numero 234 (agost de 1971) i revitalitzaria el Joker a "The Joker's Five-Way Revenge!" a Batman numero 251 (setembre de 1973), una història històrica que torna el personatge a les seves arrels com un maníac homicida que assassina persones per caprici i es delecta amb el seu caos. O'Neil i Giordano van crear el personatge secundari de Batman Leslie Thompkins a la història "There Is No Hope in Crime Alley" a Detective Comics numero 457 (març de 1976). O'Neil i l'artista Don Newton van matar la versió original de Batwoman a Detective Comics numero 485 (agost-setembre de 1979). Va escriure una breu història de Nadal, "Wanted: Santa Claus – Dead or Alive", per a la sèrie especial DC numero 21 (primavera de 1980) que presentava el primer art de Frank Miller sobre una història de Batman.

## Vida personal
O'Neil va estar casat amb Marifran O'Neil, fins a la seva mort. Va ser el pare de l'escriptor/director/productor Lawrence "Larry" O'Neil, més conegut per la pel·lícula de 1997 Breast Men protagonitzada per David Schwimmer.
Va morir d'aturada cardiorespiratòria l'11 de juny de 2020, als 81 anys. En la seva memòria es va dedicar el llargmetratge d'animació Batman: Soul of the Dragon. Larry O'Neil va escriure un homenatge sense paraules al seu pare, anomenat "Tap Tap Tap", que va ser il·lustrat per Jorge Fornés i publicat al Green Arrow 80th Anniversary 100-Page Super Spectacular #1 (agost de 2021).